# Milan Šašik
Milan Šašik, né le 17 septembre 1952 à Lehota (Tchécoslovaquie) et mort le 14 juillet 2020 à Oujhorod (Ukraine), est un prélat lazariste slovaque.
Administrateur apostolique de Moukatchevo de 2002 à 2010 puis évêque du diocèse à partir de cette date, et en tant qu'évêque de Moukatchevo, il est également le chef de l'Église grecque-catholique ruthène sous le titre d'« évêque de Mukačeve des Ruthènes ».

## Biographie

### Formation
Après avoir quitté l'école secondaire en 1976, Milan Šašik étudie la philosophie et la théologie au grand séminaire de Bratislava.
Le 31 juillet 1971, il entre au sein de la Congrégation missionnaire des Lazaristes et professe ses vœux perpétuels le 27 septembre 1973. Enfin, le 6 juin 1976, il est ordonné prêtre. Entre 1990 et 1992, il reprend ses études et obtient une maîtrise en théologie à la faculté pontificale de théologie Teresianum, à Rome.

### Ministères
Aumônier et pasteur, Milan Šašik est chargé de différentes missions pastorales. Après avoir obtenu l'autorisation du Vatican, il célèbre la messe dans les rites byzantin et romain. 
Du 5 octobre 1992 au 7 juillet 1998, il travaille à la nonciature apostolique en Ukraine (en). Puis, l'année suivante, il devient directeur du noviciat de la Congrégation des Pères lazaristes en Slovaquie. En août 2000, il retourne en Ukraine et devient pasteur en Transcarpatie.

### Épiscopat
Le 12 novembre 2002, le pape Jean-Paul II nomme Milan Šašik évêque titulaire de Bologne et administrateur apostolique de Moukatchevo, siège de l'Église grecque-catholique ruthène. Il est alors consacré le 6 janvier 2003 en la basilique Saint-Pierre par le pape Jean-Paul II, assisté de Leonardo Sandri et Antonio Maria Vegliò. Le 17 mars 2010, il est finalement nommé évêque de Moukatchevo par le pape Benoît XVI et devient ainsi chef de l'Église grecque-catholique ruthène.